# نیکیچ
نیکیچ (به آلمانی: Nikitsch) یک Landgemeinde و شهرستان اتریش در اتریش است که در Oberpullendorf District واقع شده‌است.

## خصوصیات
نیکیچ  ۱٬۴۶۳ نفر جمعیت دارد.